# Milan Šimonovský
Milan Šimonovský (* 17. února 1949 Brno) je český politik KDU-ČSL, počátkem 21. století senátor za obvod Brno-město, ministr dopravy a v letech 2006–2009 poslanec Poslanecké sněmovny.

## Životopis
Absolvoval střední průmyslovou školu stavební v Brně a stavební fakultu Vysokého učení technického v Brně (obor konstrukce a dopravní stavby), kde promoval v roce 1973 (v období let 1984–1986 ještě absolvoval postgraduální studium v oboru systémy městské hromadné dopravy). Do roku 1990 pracoval Ing. Milan Šimonovský v Útvaru hlavního architekta města Brna coby specialista na dopravní systémy.
Po sametové revoluci se zapojil do politiky, zpočátku na místní a regionální úrovni. Od roku 1990 je členem KDU-ČSL. V letech 1990–2000 byl náměstkem primátora Brna. V období let 1998–2000 byl rovněž místopředsedou Sdružení obcí a měst jižní Moravy a předsedou Správního výboru Regionální rozvojové správy Jižní Morava. V letech 1995–2000 zastával post místopředsedy městského výboru KDU-ČSL v Brně. V komunálních volbách roku 1994 a komunálních volbách roku 1998 byl zvolen za KDU-ČSL do zastupitelstva města Brno. Profesně se k roku 1998 uvádí jako náměstek primátorky. V roce 1994 byl rovněž zvolen do zastupitelstva městské části Brno-Bohunice.
Po roce 2000 získával politické pozice i v celostátním měřítku. V senátních volbách 2000 byl zvolen do horní komory parlamentu za senátní obvod č. 59 – Brno-město jako kandidát KDU-ČSL, respektive aliance Čtyřkoalice. V 1. kole získal 27 % hlasů a v 2. kole porazil kandidátku ODS Jarmilu Horovou poměrem 65 : 35 a stal se členem senátu. V senátu působil jako místopředseda výboru pro evropskou integraci a místopředseda klubu senátorů za KDU-ČSL.
Na sjezdu lidovců v květnu 2001 byl zvolen prvním místopředsedou strany. Na následném sjezdu v listopadu 2003 se stal řadovým místopředsedou KDU-ČSL.
Jeho politická kariéra vyvrcholila v roce 2002, kdy ve vládě Vladimíra Špidly zasedl jako ministr dopravy. Post si udržel i ve vládě Stanislava Grosse a vládě Jiřího Paroubka do srpna 2006, přičemž v obou posledně jmenovaných kabinetech působil i jako místopředseda vlády.
Ve funkci ministra se podílel na spuštění systému elektronického mýtného v Česku. V březnu 2006 podepsal smlouvu na dodávku systému pro elektronické mýtné s firmou Kapsch. Smlouva s touto firmou byla terčem kritiky. Kapsch totiž nabídl až třetí nejnižší cenu, zatímco ostatní levnější uchazeče o tendr ministerstvo vyřadilo pro nesplnění zadání. Ještě po pěti letech od přidělení zakázky musel Nejvyšší správní soud na podnět sdružení Oživení řešit pochyby o tom, kdo státu radil při výběru firmy Kapsch. Ministr Šimonovský ovšem výsledek výběrového řízení hájil jako férový a zadání zakázky odsouhlasil i Úřad pro ochranu hospodářské soutěže. Ke konci působení Milana Šimonovského v čele rezortu dopravy došlo také od července 2006 ke spuštění bodového systému pro dopravní přestupky v Česku v rámci novely silničního zákona, který zásadním způsobem změnil penalizaci na dopravní prohřešky řidičů. Šimonovský hodnotil první dny fungování nové úpravy jako úspěch a trval na tom, že povede ke snížení nehodovosti.
Jako ministr musel také řešit zdlouhavou výstavbu dálnice D47 do Ostravy. S poslancem ODS Radimem Chytkou uzavřel sázku, že dálnice bude hotova do konce jeho ministerského působení. To se nestalo a Šimonovský tak na podzim roku 2008 musel kvůli prohře v sázce projít pěšky úsek dálnice z Lipníku nad Bečvou až na polské hranice.
Ve volbách v roce 2006 byl zvolen do poslanecké sněmovny za KDU-ČSL (volební obvod Jihomoravský kraj). Byl místopředsedou hospodářského výboru sněmovny a v letech 2007–2009 i členem zahraničního výboru. Ve sněmovně setrval do dubna 2009, kdy rezignoval na svůj mandát. Jako důvod k rezignaci uvedl únavu z vrcholné politiky („Ratha netrumfnu, z Grebeníčka mám traumatické pocity. Ať přijdou mladší, kteří na to mají žaludek.“) Zároveň ohlásil, že už nebude v nadcházejících volbách kandidovat. Popřel informace, že by skutečným důvodem odchodu ze sněmovny byly spory s městskou organizací KDU-ČSL v Brně. Ve sněmovně ho nahradil Jan Husák.
Je ženatý, má jednoho syna.